# Store Knutsholstinden
Store Knutsholstind er det højeste bjerg i den syd'atlige del af Jotunheimen. Den ligger på en høj ryg mellem Knutsholet mod øst og Svartdalen mod vest. Mod Knutsholet er tinden alpin, med store hængeende bræer.
I midten af 1800-tallet blev Knutsholstinden anset for at være ubestigelig, og desuden troede enkelte den var Norges højeste bjerg. Johannes Heftyes første bestigning i 1875 blev anset som en stor præstation, og blev i sin samtid sammenlignet med Slingsbys bestigning af Storen. Mellem Slingsby og Heftye opstod der et følelsesladet, offentligt debat, med nationalistiske undertoner. Som en følge af dette, og for at bevise at Storen var et let bjerg at bestige, fandt Heftye ruten på Storen som senere eer blevet normalvejen, Heftyes rute.